# Unité urbaine de Montréal-la-Cluse
L'unité urbaine de Montréal-la-Cluse est une unité urbaine française centrée sur la ville de Montréal-la-Cluse, dans l'Ain.

## Données générales
Dans le zonage de 2010, elle était composée de 4 communes, toutes situées dans le département de l'Ain et l'arrondissement de Nantua.
Dans le nouveau zonage de 2020, elle est composée de 5 communes, la commune d'Izernore s'étant ajoutée au périmètre.
En 2022, avec 8 328 habitants , elle représente la 12e unité urbaine dont la ville-centre est située dans le département de l'Ain.

## Composition selon la délimitation de 2020
Elle est composée des 5 communes suivantes :
| Nom                | Code Insee | Département | Statut       | Superficie (km2) | Population (dernière pop. légale) | Densité (hab./km2) | Modifier                                    |
| ------------------ | ---------- | ----------- | ------------ | ---------------- | --------------------------------- | ------------------ | ------------------------------------------- |
| Izernore           | 01192      | Ain         | ville-centre | 20,86            | 2 262 (2022)                      | 108                | modifier les données · modifier les données |
| Montréal-la-Cluse  | 01265      | Ain         | ville-centre | 12,83            | 3 584 (2022)                      | 279                | modifier les données · modifier les données |
| Brion              | 01063      | Ain         | banlieue     | 4,48             | 591 (2022)                        | 132                | modifier les données · modifier les données |
| Béard-Géovreissiat | 01170      | Ain         | banlieue     | 4,69             | 1 048 (2022)                      | 223                | modifier les données · modifier les données |
| Port               | 01307      | Ain         | banlieue     | 4,25             | 843 (2022)                        | 198                | modifier les données · modifier les données |

## Démographie
| 1968  | 1975  | 1982  | 1990  | 1999  | 2008  | 2013  | 2018  |
| ----- | ----- | ----- | ----- | ----- | ----- | ----- | ----- |
| 3 139 | 4 211 | 5 244 | 6 481 | 7 494 | 8 058 | 8 083 | 8 111 |